# Nadadores, Jávea
Nadadores, Jávea es un cuadro del pintor español Joaquín Sorolla, terminado en 1905. Está realizado en óleo sobre lienzo, y tiene un tamaño de 90 x 126 cm. Se encuentra en el Museo Sorolla en Madrid. 
El cuadro muestra dos niños desnudos nadando en el mar.